# 朱子奢
朱子奢（6世纪—641年），隋朝末年唐朝初年苏州吴县（今江苏省苏州市）人。
年轻时跟随乡人顾彪习《春秋左氏传》，后来博览诸子诸史，善写文章。隋炀帝大业年间，为直秘书学士。天下大乱，辞职归乡，后来依附杜伏威。唐高祖武德四年，随杜伏威归唐，授国子助教。唐太宗贞观初年，高句丽、百济伐新罗，连兵数年，新罗遣使向唐朝告急。唐朝派朱子奢以员外散骑侍郎充使，调节三国关系，高句丽婴阳王、百济武王、新罗真平王都向唐朝上表谢罪，对朱子奢赏赐甚厚。朱子奢出使前，太宗对他说：“海东诸国重学问，朱卿为大国使者，一定不要收他们的束脩之礼，就给他们讲说。出使回国称旨，会以中书舍人的官职等待朱卿。"朱子奢至海东，为三国阐发《春秋左传》的题目，接纳其国美女之赠。回国后，太宗责备他违旨，但是怜惜其才，没有重罚，令以散官直国子学。转任谏议大夫、弘文馆学士，担任国子司业时，仍为弘文馆学士。
在武德年间，太庙祭祀只有四室，唐高祖崩，将把他的神主祔于太庙，太宗诏命有司详议。朱子奢建言：“西汉丞相韦玄成奏立五庙，刘歆认为当为七庙，郑玄采用韦玄成的说法，王肃采用刘歆的说法，于是历代庙议不能同一。而且天子七庙，诸侯五庙，依次减去两庙，是正礼。如果天子与子爵、男爵相同，则没有等级差距，不是德厚影响大、德薄影响小的意义。臣请依古法，天子七庙。如果亲尽，则以奠基王业之人为太祖，虚太祖之室来等待下一代皇帝，迁移安顿。”于是尚书共奏：“自《春秋》以来，都说天子七庙，诸侯五庙，大夫三庙，士二庙。推亲亲，显尊尊，是不可改易之法，请建亲庙六。”唐太宗同意。于是祔弘农府君（李熙）、高祖神主为六室。唐太宗驾崩后，礼部尚书许敬宗上奏：“弘农府君庙应撤毁。按韦玄成之说，撤毁庙主应当埋掉，但四海之内常享宗族祭祀，取下来埋掉，不是神能满意的。晋朝范宣议立别庙来奉祀撤毁的庙主，有人说当藏在天府。天府，是收藏瑞异之物的地方。《礼》上说去祧有坛有墠，臣认为都不妥。我唐朝宗庙，是同殿异室，以右为首。如果奉迁出的神主安放在右夹室，从而得到尊贵的安置，祈祷祭祀也不会断绝。”唐高宗下诏如许敬宗所议。七庙的建议，都是按照朱子奢的说法。
唐太宗说：“起居注纪录臧否，朕想要观看以知得失，怎么样？”朱子奢说：“陛下所为无过失，即使看一下也没有关系，但以此开启后世史官之祸，才是让人害怕的。史官为了保全身家而怕死，那悠悠千载，还有褒贬吗？”池阳县令崔文康因事获罪，栎阳县尉魏礼臣弹劾，下狱，御史说他是冤枉的。魏礼臣说御史结党营私，请求有司调查，他说的不对就请求处死自己。调查后认为魏礼臣所奏不实，太宗想要按魏礼臣所请处死他。朱子奢说：“按律，上书不实有明确的处罚条款，现在按他的请求将他处死，死者不可复生，想要自新也没有机会了。这样，天下只知上书会获罪，想要说话的，也害怕而不敢说了。”太宗同意了他的建议。
朱子奢为人平易，含蓄宽容，又滑稽风流，谈论辅以经义。唐太宗宴会时，多次让他在御前辩论。贞观十五年，他在官任上去世。